# 乙乾归
乙乾归（445年—475年），胡姓乙弗氏，代人，北魏驸马、官员。

## 生平
乙瑰死后，乙乾归袭爵西平王，虚岁十二时任侍御中散，长大后身高八尺，有气魄和才干，很熟悉写奏疏，特别喜好兵法，又娶追尊魏景穆帝拓跋晃之女安乐公主，出任驸马都尉、侍中。魏献文帝拓跋弘初年，乙乾归出任征西将军、泰州刺史，任内有德政。魏孝文帝元宏初年，乙乾归担任征西道都将，又为中道都将。延兴五年（475年），乙乾归去世，虚岁三十一，朝廷赠予左光禄大夫、开府仪同，谥号康。

## 其他
2016年春季，大同北朝艺术博物馆收购了两块乙弗乾归的墓砖，墓砖长约29厘米，宽约15厘米，厚约5.2厘米。制作精良，文字稍多，阴文，魏书体。共收藏两块，文字排列不同，可分两种，第一种共三处文字，分别见于一块砖的正反面和上部侧面。正面为“大代太和九年，岁在乙丑正月己巳朔，二日庚午，使持节东大将军、秦州刺史、驸马都尉、羽真、西平王乙弗乾”。反面为“归元息（武）席坴（妻）阳平长公主阿若〔益得〕铭记。”此砖上部侧面有一字“征”。应该是正面“东大将军”前脱一“征”字，发现后，又补刻于上部砖侧面；另一种砖铭见于另一块砖的正反面，该砖上半部断裂，魏书体，阴文，正面是“大代太和九年，岁在乙丑，正月己巳朔，二日庚，使持节、征东大将军、秦州刺史、驸马都尉、羽真、西平”反面是“王乙弗乾归元息（昏）席妻阳平长公主阿若益〔得〕铭记”，两砖内容对比，第二块墓砖铭，在“庚”后缺一“午”字，显然是漏刻。另外，该砖因破裂，没有做砖铭拓片。
山西省考古研究院研究员张庆捷指出，对比乙弗乾归墓砖铭与《魏书·乙弗乾归传》有关记载，也有出入，不同之处具体有三
第一个问题，究竟是“安乐公主”还是“阳平长公主”，安乐公主见于史载，而“阳平长公主”不见于史载。史载有阳平公主，《北史·宇文测传》：宇文测“仕魏，位司徒右长史，尚宣武女阳平公主，拜驸马都尉。……测性仁恕，好施与。在洛阳之日，曾被窃盗，所失物即其妻阳平公主之衣服也。州县禽盗，并物俱获。测恐此盗坐之以死，不认焉，遂遇赦免。”《周书·宇文测传》也记此事。《北史》《周书》所记阳平公主是宣武帝之女，乙弗乾归墓铭所见“阳平长公主”乃“恭宗女”，两个阳平公主相差数十年，并非一人。《魏书》《北史》遗漏公主非此一例，另如建康长公主，见于延兴四年(474年)《建康长公主大洹渠庆舄墓铭》，史书却不载。因此推测，阳平长公主也属于史书漏记。毫无疑问，墓砖铭记载更为可靠，安葬乙弗乾归时，阳平长公主还在世，名号是大事，刻砖铭者不可能把“安乐公主”错记为“阳平长公主”，个别字错讹有可能，但整个封号错讹不可能，除非是安乐公主和阳平长公主是同一个人，其先称安乐公主，后改封阳平长公主。
第二个问题，是《魏书》记载的征西将军、征西道都将，又为中道都将。还是墓砖铭记载的使持节、东征大将军、羽真、西平王，两种记载有些出入。秦州即今甘肃天水市，位于平城之西，按《魏书》记载，征西将军、秦州刺史、征西道都将，均是西面职务。其父曾任西道都将，他续任西道都将，这种例子北魏不少。至于最后任中道都将，乃调动职务，合乎情理。但在墓砖铭上，是使持节、征东大将军、秦州刺史、羽真、西平王。其中，秦州刺史见于《魏书》本传，其余《魏书》本传所见征西将军、征西道都将，又为中道都将等，均不见于墓砖铭。而墓砖铭所见的羽真、西平王，又不见于《魏书》本传。王爵是继承其父的，羽真也是，其他职务，估计是家人省掉。在官号上，其家人不应该搞错，将征西将军混为征东大将军，因此推析，有可能是乙弗乾归既担任过征西将军、征西道都将与中道都将，也任过征东大将军。
第三个问题，乙弗乾归逝世时间，《魏书》记载他卒于“延兴五年（475年）卒”，墓砖铭记载阳平长公主铭记于太和九年（485年）正月，前后相差10年，该作何解释？这有两种可能，一是《魏书》记载有误，墓砖铭记载可信。二是如果《魏书》无误，那乙弗乾归可能是逝世于延兴五年，直到太和九年才正式下葬，期间10年，当是停柩待葬。
大同市博物馆展陈研究部副主任白月指出，关于此墓砖主人，现可辨认“阳平长公主阿□□ ”字样。《周书·宇文测传》记载 ：“（宇文测）尚宣武女阳平公主，拜驸马都尉。”这是史书仅见的关于北魏阳平公主的记载。但宣武帝元恪生于483 年，卒于515年，其女显然与乙弗乾归生活时代不符。而根据《魏书》的记载，乙弗乾归“复尚恭宗女安乐公主”，该墓砖或为乙弗乾归原配妻子之墓砖。北魏继承战国至汉以来以封地为封号的传统，阳平长公主虽未见史书记载，但从其封号来看，长公主为皇姑、皇姊妹或皇女中的尊崇者，阳平为其封地。
中国社会科学院大学考古系博士研究生刘永瑞指出，阳平长公主铭记砖透露了两条学界未曾知晓的重要信息：乙贰虎是乾归元息，贰虎尚阳平长公主。张庆捷和白月二位由于未能正确释出和理解“元息”一词的含义，未能正确释出“贰”“虎”二字，均将阳平长公主误解为乙乾归之妻。通过释读阳平长公主铭记两砖字词，并结合《魏书》《北史》《乙弗玉墓志》，刘永瑞推测乙贰虎与《魏书》所载乙乾归之子乙海为同一人。刘永瑞又指出，按《说文解字》“泰”从水，“秦”从禾。六朝俗字中，“泰”下写作“水”“小”“小”三形， “秦”下写作“禾”或“示”，两字写法有别。铭记两砖“州”上一 字均从“小”，应是“泰”而非“秦”。阳平长公主铭记两砖均作“泰”，是原始文献，刘永瑞认为今诸本《魏书》 《北史》载乙乾归于献文帝初除征西将军、秦州刺史事中的 “秦”为“泰”字之讹。

## 家庭

### 父母
- 乙瑰，北魏侍中、征东大将军、开府仪同三司、驸马都尉、羽真、西平恭王
- 上谷公主，魏太武帝拓跋焘之女

### 夫人
- 安乐公主，追尊魏景穆帝拓跋晃之女

### 儿子
- 乙海，北魏侍御中散、散骑常侍、西平孝公